# X艇
X艇（えっくすてい, 英: X-craft）とは、イギリス海軍が1942年から44年にかけて建造、使用した小型潜水艦である。艦級としてはX級潜水艦（えっくすきゅうせんすいかん、英: X class submarine）とも呼称される。

## 運用
X級潜水艦は、作戦海域まで回航担当の乗組員の操縦のもと「母艦」となる通常サイズの潜水艦（普通T級やS級の潜水艦が用いられた）に曳航された。作戦海域に到着すると、回航担当の乗組員はゴムボートで曳航用潜水艦に戻り、代わって作戦担当の乗組員がX艇に乗り込んだ。作戦実施後、X艇は曳航用潜水艦と再会合し、港まで帰還することとなっていた。
X艇の航続距離は乗組員の忍耐と敢闘精神にかかっていたが、適切な訓練を受けた乗組員ならば、航続距離2,400km（1,500マイル）ないしは航続時間14日を達成できるとされていた。しかし、実用的な航続距離は水上航行で926km（500海里）、水中航行で152km（82海里・2ノット／時）であった。

## 構造
X艇の全長は約15.5m（51フィート）、全幅は約1.68m（5.5フィート）で、水上排水量は27トン、水中排水量は30トンである。機関として、水上用にはロンドンを走るバスで使われるのと同タイプのガードナー・4気筒ディーゼルエンジン（42馬力）を、水中用に30馬力のモーターを搭載し、水上で最大6.5ノット、水中で最大5.5ノットを発揮した。乗組員は当初、艇長、操縦担当士官、機関特務士官（Engine Room Artificer）の3名であったが、後に船体に艇と水中を出入りする区画が追加されフロッグマン1名が増員された。
X艇は、武装として船体の両舷にアマトール爆薬を充填した2トンの爆発物を装備しており、これを標的直下の海域に設置して目標を攻撃した（X艇は設置後、爆発前に脱出する）。爆発物の信管は時限信管だった。

## 作戦
X艇の実用性が浸透する前に、ある程度まとまった数の試作型のX艇が建造された。最初の作戦可能なX艇はX-3（艦番号HMS X3あるいはHM S/M X.3）で、1942年3月15日の夜に起工され、同年9月に訓練を開始、10月にはX4がこれに加わった。さらに12月から翌年（1943年）1月にかけて、外形的には同型だが内部を一新した5号艇型の6隻がこれに加わった（X5－10号）。
X艇の最初の実戦参加は、1943年9月にノルウェーを根拠地とするドイツ海軍の主力艦を無力化するために行われたソース作戦であった。6隻のX艇がこの作戦に参加したが、目標への爆薬設置に成功したのはX6、X7の2隻だけだった（その2隻は戦艦ティルピッツに爆薬を設置した）。残る艇は行方不明になるか、破損して廃棄あるいは基地に引き返した。ティルピッツは重大な損傷を受け、1944年4月まで作戦不能状態になった。
この作戦は唯一の複数のX艇が同時に参加した作戦だった。損失艇は1944年中に建造されたX20-X25と6隻の練習用艇によって補充された。
1944年4月15日、X24がベルゲン近郊のラクセバグにある浮きドックを攻撃した。当初この攻撃にあたるのはX22の予定であったが、X22は訓練中に衝突事故を起こし、乗組員とともに失われてしまった。X24は攻撃と離脱には成功したものの、不運なことに、浮きドックに並んでいた7,500トンの貨物船バレンフェルスの直下に爆薬を投下してしまった。このため同船は沈没したが、浮きドックは僅かな損害を受けたにとどまった。なお、9月11日に、別の乗組員によって運用されたX24が再び浮きドックに攻撃を掛け、ドックを沈めることに成功している。

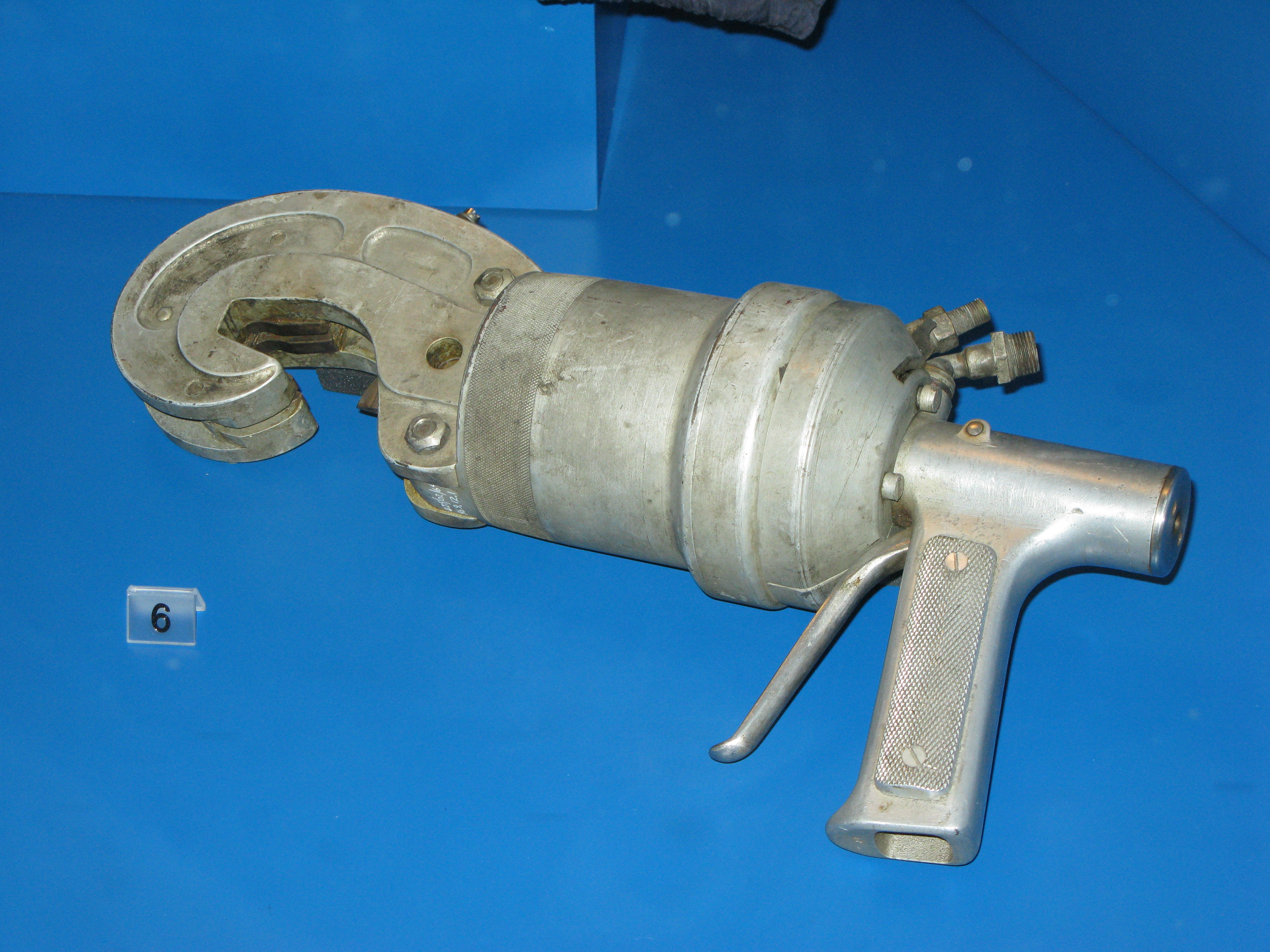
X艇が、防潜網で防護された港湾に侵入するために使用したのと同型の、手持ち式ネットカッター

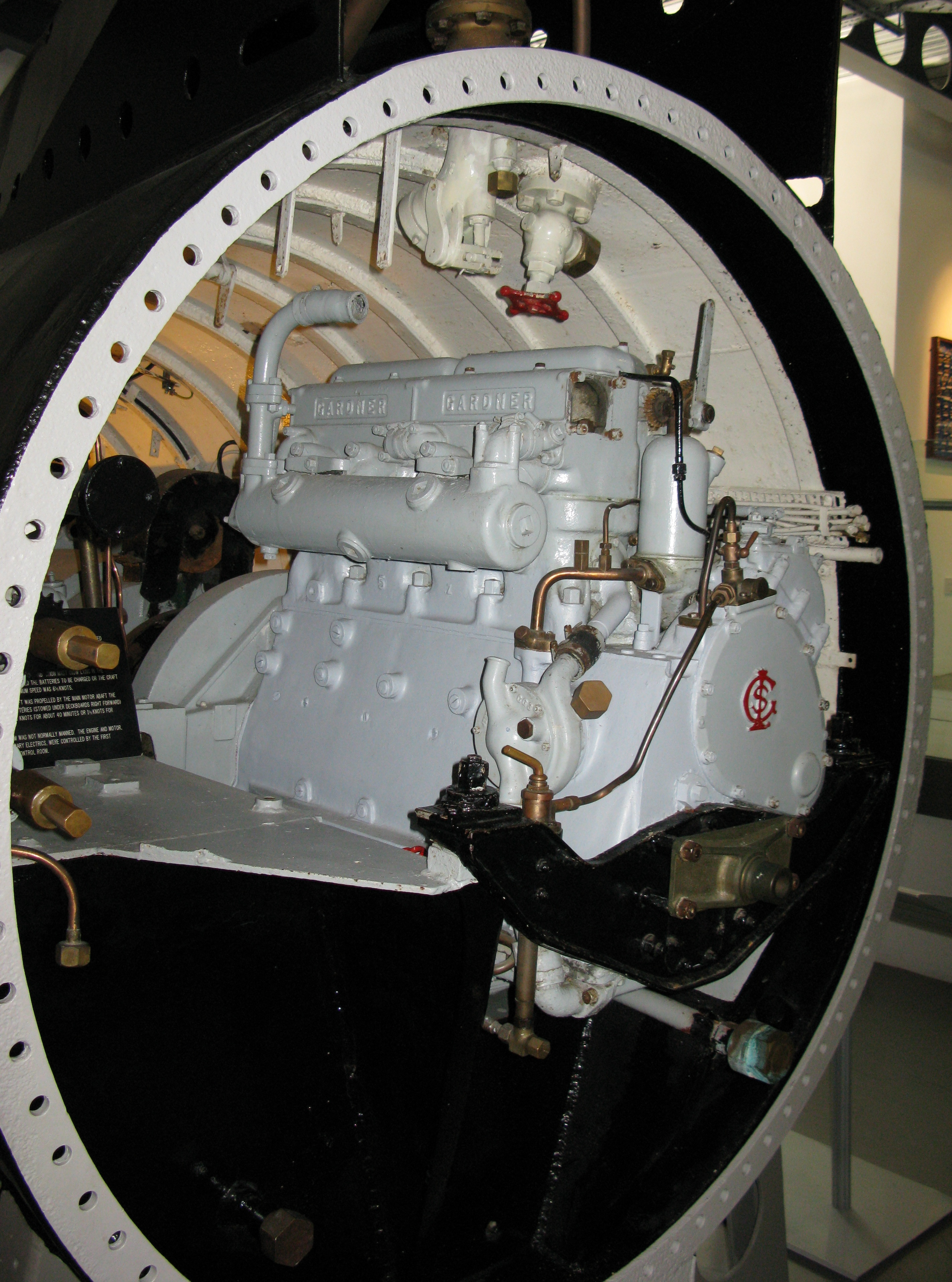
X24の機関部

X艇はノルマンディー上陸作戦のための事前準備にも参加している。上陸海岸を偵察するポステージ・エイブル作戦では、X20が4日間にわたってフランス沿岸部を偵察した。日中は潜望鏡による海岸線の偵察と、ソナーによる水中偵察を行った。X20は毎夜海岸まで近づき、2名のフロッグマンを海岸線に送り出した。彼らによって海岸の土のサンプルがコンドームに詰め込まれた。フロッグマンたちは2夜にわたり、後にアメリカ軍の上陸地点オマハ・ビーチとなった、ヴィエルヴィル＝シュル＝メール、ムーラン＝セントローレント、コレヴィル＝シュル＝メール付近を調査した。3夜目には後に上陸地点ソード・ビーチとなるオルヌ川三角江海岸部に向かうこととなっていたが、この時点で乗組員の疲弊がひどく（乗組員とフロッグマンはほとんどベンゼドリンで生き延びているようなものだった）、天候も悪化していたため、艇長のケン・ハズペスは作戦を切り上げ、1944年1月21日にHMS Dolphinに帰投した。ハズペスはこの作戦による功績で殊勲賞（en）を受勲した。なお、X20とX23はDデイ当日、“Pilotage Party”作戦の一環として、上陸艦隊を正しい海岸に誘導するための誘導艦の役割を果たした（ギャンビット作戦）。
X級を改良したXE級で行われた極東での作戦行動については、XE級潜水艦を参照のこと。

## X艇とその乗員の戦歴
- X3－1942年11月4日、ストリベン湖にてエンジンバルブからの浸水により沈没。乗員は脱出装置によって脱出した[3]。
- X5 － 非公式に「Platypus（カモノハシ）」とのニックネームを持っていた[4]。艇長はヘンティークレア大尉（イギリス海軍志願予備員）で、彼は作戦の指揮にも当たった[5]。このほかネルソン中尉、マルコム少尉候補生、モーティボーイズ機関特務士官が搭乗した。回航担当の乗組員はテリー・ロイド大尉を艇長に、エレメント一等兵、ギャリティー機関兵であった[6]。ティルピッツへの攻撃に参加したヘンティークレア大尉以下4名全員が戦死したため、X-5の最期の状況は不明である[6]。
- X6 － 「Piker II」（訳注：怠け者2号、というほどの意か）と名づけられる[5]。艇長はドナルド・キャメロン大尉。このほかJ・T・ロリマー中尉、R・ケンダル中尉、ゴダード機関特務士官が乗り組んだ。回航担当の乗組員はウイルソン大尉を艇長に、マクグレーガー一等兵、オクスレイ機関兵であった[5]。キャメロン大尉はヴィクトリア十字勲章を、ロリマー中尉とケンダル中尉は殊勲章を、ゴダード機関特務士官は「コンスペキュアス・ギャラントリー・メダル」(en)を受勲した[5]。
- X7 － 非公式に Pdinichthysとのニックネームを持っていた[7]。艇長はバジル・プレイス大尉。このほかR・エイケン中尉、ホイットマン中尉、ホワイトレイ機関特務士官が乗り組んだ。回航担当の乗組員はフィリップ中尉を艇長に、ジェームズ・ジョセフ・マグニス一等兵、ラック機関兵であった[5]。パレス大尉はビクトリア十字勲章を、エイケン中尉は殊功勲章（DSO）を、フィリップ中尉は大英帝国勲章のMBEを受勲した。ホイットマン中尉とホワイトレイ機関特務士官は戦死した[8]。
- X8―艇長はマクファーレン大尉（オーストラリア海軍正規士官）[5]。ジョン・エリオット・スマート大尉が回航時の艇長であった。
- X9―艇長はマーチン大尉（イギリス海軍正規士官）[5]。
- X10―非公式に「Excalibur（エクスカリバー）」というニックネームを持つ[9]。艇長はハズペス大尉（オーストラリア海軍志願予備員）[5]。

## 建造所
X艇の艇番号は3から始まる。これはX1、X2という艦名が既に他の潜水艦に使われていたためである。X1は1920年代に1艦のみ建造された巡洋潜水艦の艦名であり、X2は拿捕されたイタリアの潜水艦につけられた艦名であった。
- 原型
  - X3―建造所：ヴァレー・マリーン造船所（ハムブル）　1945年廃艇
  - X4―建造所： ポーツマス海軍工廠　1945年廃艇
- X5型
  - X5―建造所：ヴィッカース・アームストロング造船所（バロー・イン・ファーネス）　 ソース作戦に参加中の1943年9月22日、アルテンフィヨルドにて自沈
  - X6―建造所：ヴィッカース・アームストロング　ソース作戦に参加中の1943年9月22日、アルテンフィヨルドにて自沈
  - X7―建造所：ヴィッカース・アームストロング　ソース作戦に参加中の1943年9月22日、アルテンフィヨルドにて自沈。1976年に引き揚げられ、博物館に修復展示中
  - X8―建造所：ヴィッカース・アームストロング　ソース作戦に参加中の1943年9月17日、北海にて自沈
  - X9―建造所：ヴィッカース・アームストロング　ソース作戦に参加中の1943年10月15日、北海で曳航中に浸水沈没
  - X10―建造所：ヴィッカース・アームストロング　ソース作戦に参加中の1943年10月3日、北海にて自沈
- X20型
  - X20―建造所：ブロードベント社（フッダースフィールド(en)） ギャンビット作戦に参加
  - X21―建造所：ブロードベント社
  - X22―建造所：マーカム社(en)（チェスターフィールド）　1944年2月7日、訓練中に潜水艦シルティスと衝突し沈没。乗員は全員死亡した
  - X23建造所：マーカム社　ギャンビット作戦に参加、1945年売却
  - X24―建造所：マーシャル社 (en)（ゲインズボロー (en)） ベルゲンのラクセバグ浮きドック 攻撃に参加。1945年ハルクとなる
  - X25―建造所：マーシャル社　1945年売却
- 訓練用艇
  - XT1―建造所：ヴィッカース・アームストロング 1945年廃艇
  - XT2―建造所：ヴィッカース・アームストロング 1945年廃艇
  - XT3―建造所：ヴィッカース・アームストロング 1945年廃艇
  - XT4―建造所：ヴィッカース・アームストロング 1945年廃艇
  - XT5―建造所：ヴィッカース・アームストロング 1945年廃艇
  - XT6―建造所：ヴィッカース・アームストロング 1945年廃艇

## 現存する艇

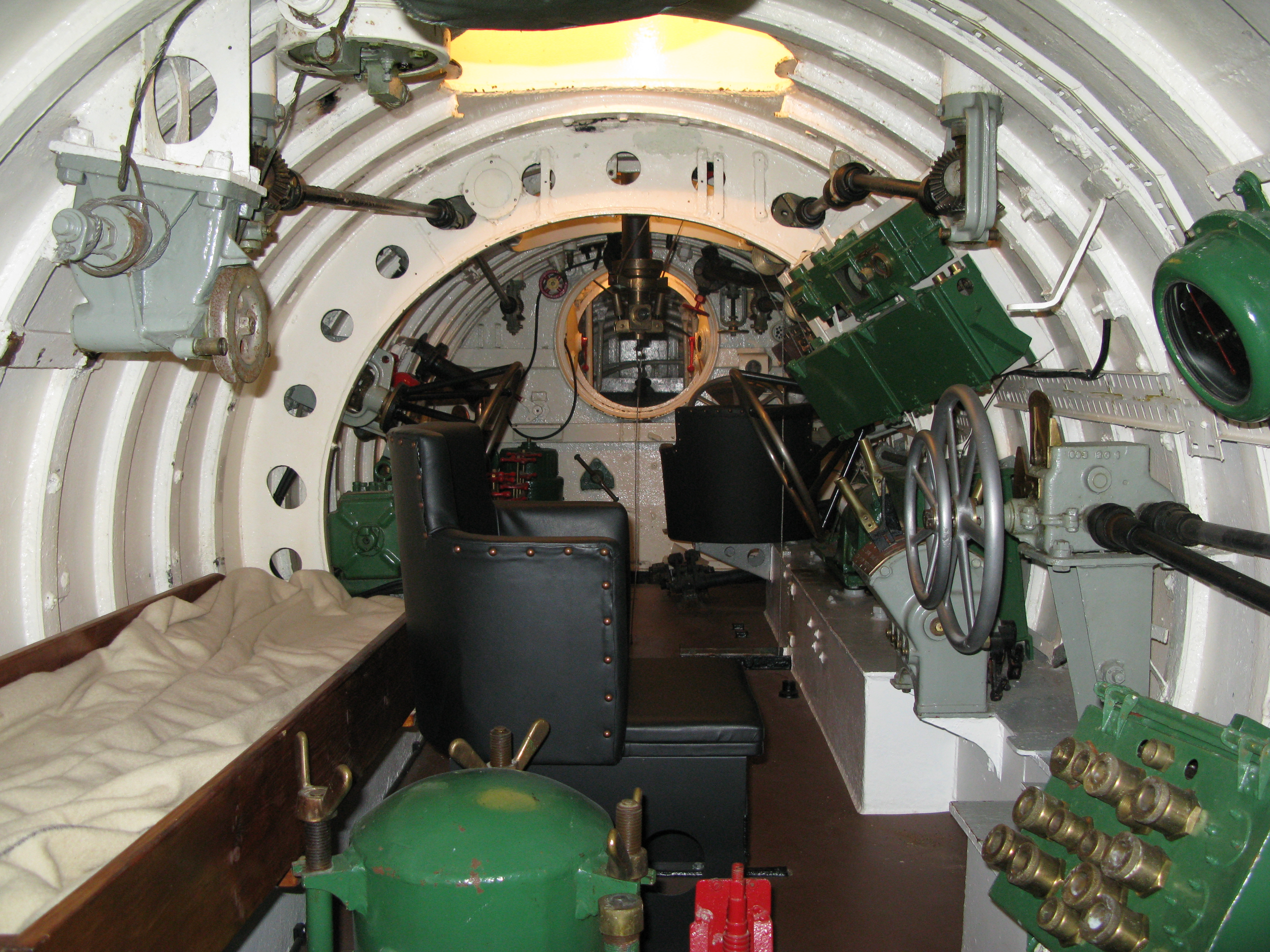
X24の内部

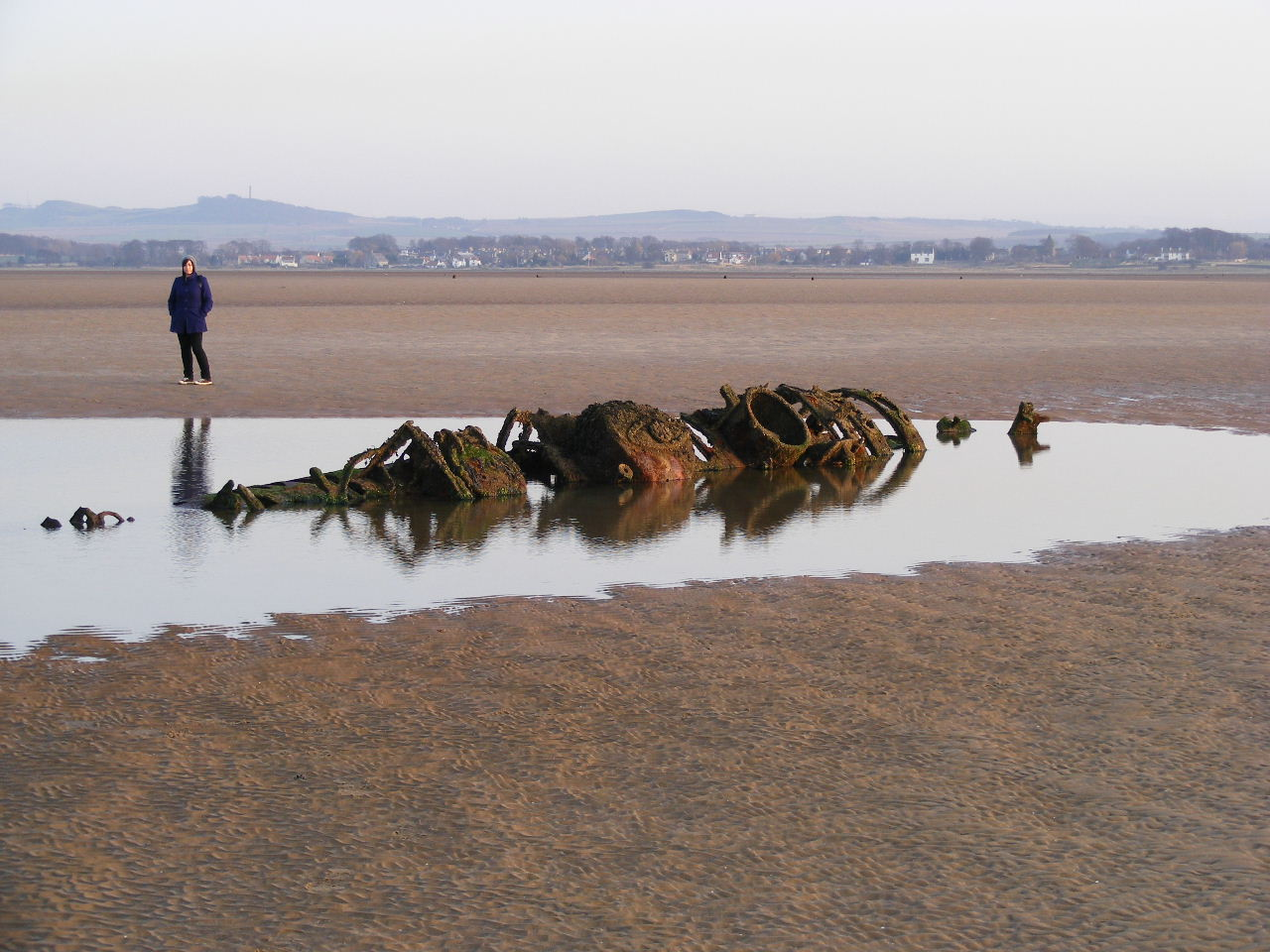
アバレディの海岸に残存しているXT艇の残骸（2008年撮影）。左が艇首、右が艇尾である。 左から順に、水中への出入りのためのハッチ、一般の潜水艦で言う「司令塔」にあたる潜望鏡装備部、そして第2ハッチが見える

- X24 実戦に参加したものの内、唯一現存するX艇。ゴスポートの王立潜水艦博物館で見ることができる。
- 2隻のXT艇の残骸が、イースト・ロージアン（スコットランド）のアバレディの海岸に残存している。これらは1946年にここに曳航され、遠浅の海岸に設置された大型のコンクリートブロックに繋留された。そして、航空機の対地攻撃訓練目標として使われた。艇体の大部分が残存しており、大潮の干潮時には、半ば砂に埋もれたこの残骸に近づくことができる。

## メディアにおけるX艇
X艇のような小型潜水艦を描いた映画として、ジョン・ミルズが主演した1955年の戦争映画、『潜水戦隊帰投せず』がある。これはソース作戦およびそれ以前の人間魚雷チャリオットによるティルピッツ攻撃を下敷きにしたものである。
その後にX艇を取り上げた映画としては、1969年の『潜水艦X-1号』がある。これは第2次世界大戦時にドイツ艦との戦いによって自らの艦と50名の乗組員を失ったカナダ海軍の潜水艦長が、再起の機会を与えられ、小型潜水艦による襲撃作戦のために乗組員を訓練するというあらすじである。ジェームズ・カーンが主演した。

## 脚註
1. ↑  ハンプシャー州ゴスポートにある潜水艦基地
2. ↑  水先案内大会というほどの意味か。
3. ↑   Submarine Casualties Booklet. U.S. Naval Submarine School. (1966) 2009年9月8日閲覧。.
4. ↑  Grove, Eric. Sea Battles in Close-up: World War 2, Volume 2 (Shepperton, Surrey: Ian Allan, 1993), pp.124 & 128.
5. 1 2 3 4 5 6 7 8  Grove, p.127.
6. 1 2  Grove, p.124.
7. ↑  Grove, pp.127 & 128.
8. ↑  マグニス一等兵は後に、XE艇による日本の重巡洋艦高雄に対する攻撃の功で、ヴィクトリア十字勲章を受勲した。Grove, p.127.
9. ↑  Grove, p.128.